# Scorpaena plumieri
Scorpaena plumieri és una espècie de peix pertanyent a la família dels escorpènids.

## Descripció
- Fa 45 cm de llargària màxima (normalment, en fa 30) i 1.550 g de pes.
- Té una glàndula verinosa.[3][4][5][6][7]

## Alimentació
Menja principalment peixos i crustacis.

## Depredadors
És depredat per Lutjanus analis, Lutjanus apodus i Dasyatis americana.

## Hàbitat
És un peix marí, associat als esculls de corall i de clima subtropical (41°N-21°S) que viu entre 5-55 m de fondària.

## Distribució geogràfica
Es troba a l'Atlàntic occidental (des de Bermuda, Massachusetts i el nord del Golf de Mèxic fins al sud del Brasil) i l'Atlàntic oriental (l'illa de l'Ascensió i Santa Helena).

## Costums
Jeu immòbil en el fons.

## Ús gastronòmic
És consumit a nivell local i hom diu que té un sabor semblant al pollastre.

## Observacions
És verinós per als humans i es comercialitza com a peix d'aquari a Ceará (el Brasil).